# 대한민국 헌법 제74조
대한민국 헌법 제74조는 대한민국 헌법의 조항으로, 2항으로 구성되어 있다.

## 본문
①대통령은 헌법과 법률이 정하는 바에 의하여 국군을 통수한다. 

②국군의 조직과 편성은 법률로 정한다.

## 내용
대통령의 국군 통수권에 관한 내용이다.

## 같이 보기
- 대한민국 헌법 제4장 제1절